# 金淳興
金 淳興（キム・スンフン、金本淳興、1910年12月28日 - 1981年10月26日）は、日本統治時代の朝鮮および大韓民国の資本家。日本統治時代の親日派すなわち1945年以前の朝鮮半島における日本帝国主義の政策・支配に協力した反朝鮮民族的な人物とされる。

## 生涯
1910年12月28日、京城府で生まれた。本貫は光山金氏である。京城に居住する大支柱として、京畿道坡州地域にノン389の情報と畑75の情報を所有しており、1937年6月末頃小作人750人を置いていた。 1940年頃1年の所得が11万ウォンだった。

### 日本植民地時代の活動
- 当時の1万ウォンは約現在の10億ウォンである。

金淳興は日本帝国主義のために、国防関連団体に献金を寄付した。彼日本植民地時代に活動した内訳は以下の通りである。 
- 1933年8月に、朝鮮や予防協会基金に1000ウォンを出した。
- 1934年6月29日、朝鮮中央日報監査役を引き受けた[3]。 （社長呂運亨）
- 1936年2月から合弁会社の旧正月上回る社長にあった。この時、橋下簡易校（校河簡易校）を建てる土地1500坪を寄付した[4]。
- 1936年7月からの金融信託会社である右翼の上司取締役[5]にあった。
- 1937年7月22日、国防献金1万ウォンを鐘路警察署へ貢献した。彼は「国のために奉仕の意を表したいので少ないお金を捧げるので受けてください」と言って帰った。 [6]マイ深夜162-2ギムスンフン、私の真夜中は以降ネジャドン）
- 1937年、朝鮮の軍事後援連盟事業費として2500ウォンを出し、同年9月5日に結成された「京畿道内の旗貢献期成会」の発起人として参加して飛行機代金500ウォンを出した（当時の軍用機1台75,000ウォン）[7]。反日運動に対抗するために「一線融和」を掲げて結成されたドンミン会議のメンバーとして活動した。
- 1939年11月に朝鮮総督府が戦時体制の強化と誘導皇民化のために全朝鮮儒学を動員して組織した朝鮮誘導連合会で惨事を務めた。
- 1939年9月に株式会社昭和生地を設立し、社長を務め。
- 1940年9月に中央燃料株式会社取締役を務めた。
- 1943年8月に徴兵制実施に感激して、国防献金3000ウォンを奉献した。
- 1944年4月に日本政府が与える監修パッケージを受けた。

### 解放後
解放後、 1945年9月に韓国民主党のプロモーターに参加し、 1945年12月にの経済報国会の監査を担当した。 1948年白凡・金九と臨時政府系が挙げた粛清対象親日人士名簿草案にも名前が挙がった。 

### 死亡
1981年10月26日に死亡した。『東亜日報』1981年10月28日付で、「学校法人梨花学園（梨花女子大学）取締役ギムスンフン氏が午前4時50分、ソウル鐘路区ネジャドン167-2の自宅で死去した。葬儀はソウル予告で梨花学院長に行われると報じられた。 この住所は1937年7月22日、日本植民地時代鐘路警察署に国防献金1万ウォンを奉献した住所と氏名が一致している。 1948年にキム・スンハクの親日派名簿『2009年親日人名辞典』経済部門に選ばれた。

## 家族関係
- 祖父：金弘基（キム・ホンギ） [10]
- 父親：金潤錫（キム・ユンソク）
- 母親：宋恩錫（ソン・ウンソク）（1886年10月7日 - 1972年12月4日） - 1950年4月紫霞門その他の13,645坪の土地を梨花学堂（梨花女子大学）に寄付
- 3男：金士鴻（キム・サホン）
- 孫娘：イ・ジア[11]